# Hotel Royale
Hotel Royale (eng. The Royale) dvanaesta je epizoda druge sezone američke znanstveno-fantastične serije Zvjezdane staze: Nova generacija. 

## Radnja
Tijekom misije u dotada neistraženom sustavu, Enterprise otkriva komad metala s oznakama Zračnih Snaga Sjedinjenih Američkih Država.

Riker, Worf i Data teleportiraju se u blizini zgrade na obližnjem planetu, nadajući se da će pronaći vezu između građevine i pronađenog komada metala. Prošavši kroz rotirajuća vrata, nađu se u kasinu hotela Royale te odmah izgube vezu s Enterpriseom. Pokušaju izaći van zgrade ali ne uspijevaju; pri svakom pokušaju izlaska vrate se u predvorje kasina, prepuno zaposlenika i gostiju kod kojih trikorder očitava znakove života.

Dok traže izlaz, životna drama hotelskog poslužitelja koji se treba suočiti sa zlim kockarom zbog žene koju voli odvija im se pred očima. U jednoj od soba hotela, ekipa pronalazi tijelo časnika Američkih Zračnih Snaga, a među njegovim ostacima roman nazvan "The Hotel Royal,". Ubrzo shvaćaju kako roman govori upravo o hotelu u kojem su se našli. Kasnije, ekipa uspijeva uspostaviti vezu s Enterpriseom te istovremeno pročitavši časnikov dnevnik, Data sazna kako su zgradu stvorili tuđinci koji su pronašli ozlijeđenog časnika. Oni su roman shvatili kao stvaran opis planeta s kojeg je došao časnik te su prema njemu odlučili stvoriti određenu iluziju njegovog «rodnog planeta» kako bi se bolje osjećao.
Nešto kasnije, Riker shvati da je ključ za izlazak iz zgrade u knjizi. Picard otkrije Rikeru da priča završi nakon što "strani ulagači" kupe hotel. Data, izračunavajući postotke kod kockarskih stolova, pobijedi hotel te ga time kupi, i zajedno s Rikerom i Worfom pobjegne iz vječne drame.

## Vanjske poveznice
- Hotel Royale na startrek.com[neaktivna poveznica]